# Darren Barr
Darren Barr (Glasgow, 17 maart 1985) is een Schots voetballer (verdediger), die sinds 2013 voor de Schotse eersteklasser Kilmarnock FC uitkomt. Voorheen speelde hij voor Falkirk FC, op huurbasis voor Forfar Athletic FC en voor Heart of Midlothian FC.
Barr debuteerde voor Hearts FC op 14 augustus 2010 in de thuiswedstrijd tegen St. Johnstone FC. De wedstrijd werd met 1-1 gelijkgespeeld.